# 半自動式中央緊締方式

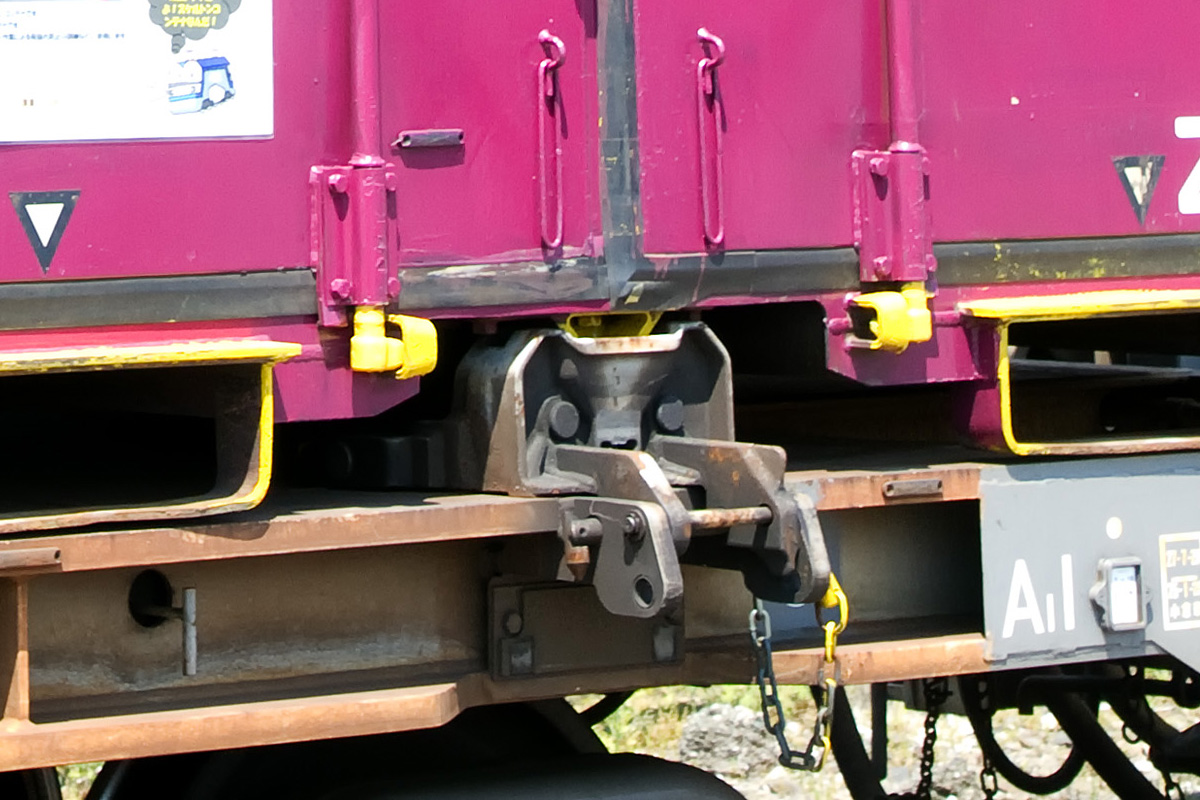
鉄道コンテナ車に搭載された半自動式中央緊締装置。12フィートを超えるコンテナを積載する場合、邪魔にならないように台枠外側下方に回転垂下させる構造になっている

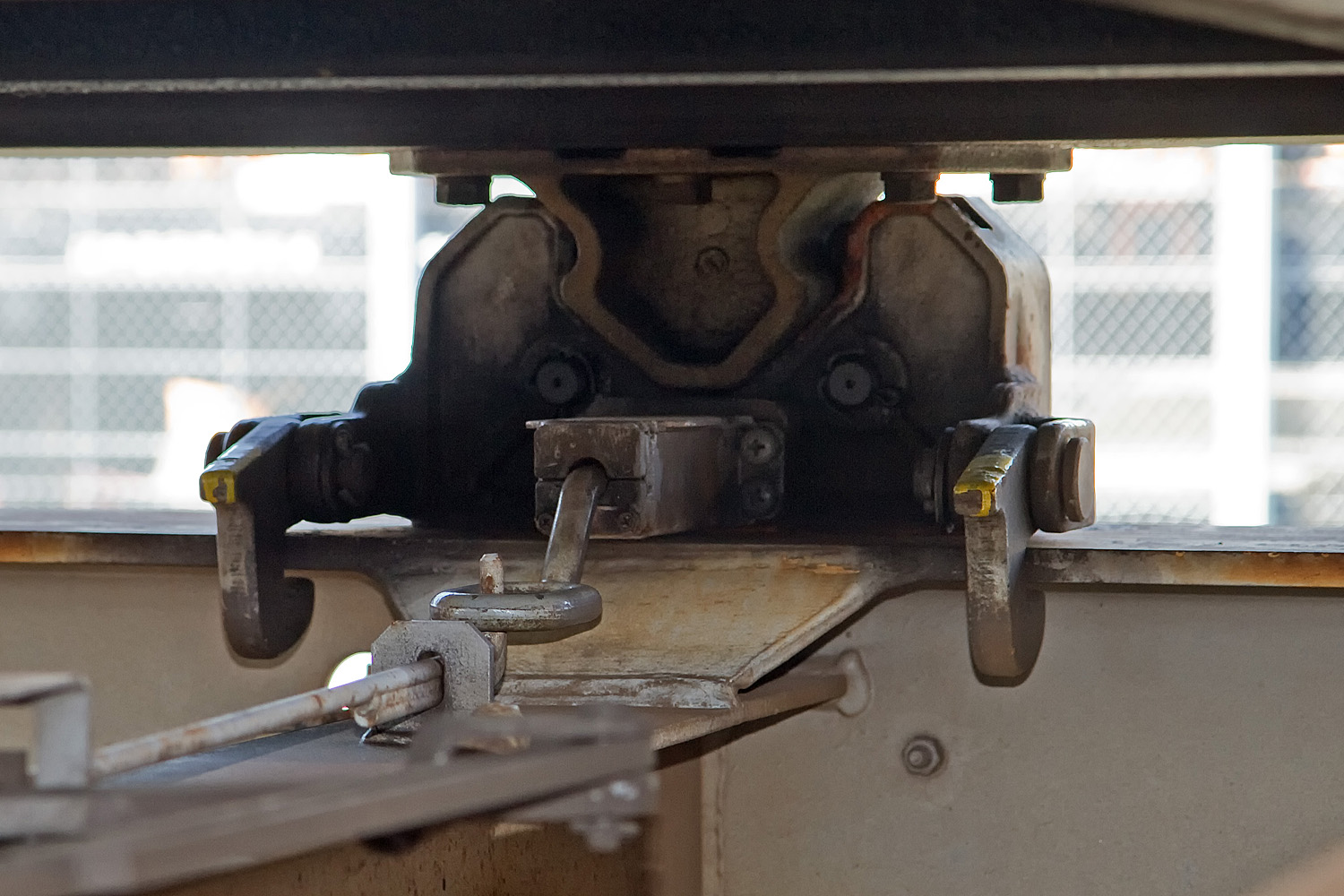
半自動式中央緊締方式の内部。コンテナ車上に取り付けられているハート型のくぼみ(メス側)で、コンテナを緊締している

半自動式中央緊締方式（はんじどうしきちゅうおうきんていほうしき）とは、12フィート級鉄道コンテナを輸送機器（コンテナ車・トラック）に固定するための緊締方式である。輸送機器側の床面上に取り付けられた台形の緊締装置(メス側)と、コンテナ側下部に付けられている下向き矢印形の突起(オス側)から構成される。構造は、コンテナ下部の突起を台形の緊締装置が挟み込む仕組みで、東急車輛製造が開発したものである。コンテナを緊締装置の上に載せることで自動的に緊締され、緊締装置の下にあるレバーを引くことで解錠する仕組みである。
国鉄の5トン積コンテナの緊締装置として開発され、国鉄の貨物輸送部門を継承したJR貨物で引き続き使用されている。関係者や鉄道ファンの間では、単にアンカー・緊締装置・緊締金具と呼ばれている。
日本工業規格である、JIS Z 1610・Z1629として規格化されている。詳しい構造は規格書（以下にリンクを掲載）の各図を参照されたい。
- コンテナ側装置（オス側）: JIS Z1610 国内貨物コンテナ－外のり寸法及び共通仕様
- 輸送機器側装置（メス側）: JIS Z1629 貨物コンテナ－上部つり上げ金具及び緊締金具